# Импактная зима
Импактная зима (англ. impact winter) — предполагаемый продолжительный период холодной погоды, вызванный импактным событием (ударом большого астероида или кометы о поверхность Земли). Если астероид ударится о землю или неглубокий водоем, он выбросит в атмосферу огромное количество пыли, пепла и прочего, тем самым блокируя излучение Солнца. Это привело бы к резкому снижению глобальной температуры. Если бы астероид или комета диаметром около 5 км или более ударилась о большой глубокий водоем или взорвалась до того, как ударилась о поверхность, в атмосферу все равно было бы выброшено огромное количество обломков. Было высказано предположение, что импактная зима может привести к массовому вымиранию, уничтожив многие существующие в мире виды. Вымирание мелового и палеогенового периода, вероятно, было связано как раз с импактной зимой, которая привела к массовому вымиранию большинства четвероногих, весивших более 25 килограммов